# Brian Johns
Brian Johns (ur. 5 sierpnia 1982 w Regina) – były kanadyjski pływak, specjalizujący się w stylu dowolnym, motylkowym i zmiennym.
Brązowy medalista mistrzostw świata z Melbourne w sztafecie 4 x 200 m stylem dowolnym. Wicemistrz świata na krótkim basenie z Moskwy na 400 m stylem zmiennym i brązowy medalista z Hongkongu w  sztafecie 4 x 200 m stylem dowolnym. 3-krotny medalista Uniwersjady z Bangkoku i Belgradu, 3-krotny medalista Igrzysk Wspólnoty Brytyjskiej, medalista Igrzysk panamerykańskich i Mistrzostw Pacyfiku.
3-krotny uczestnik Igrzysk Olimpijskich: z Sydney (15. miejsce na 200 m stylem zmiennym i 7. miejsce w sztafecie 4 x 200 m stylem dowolnym), Aten (28. miejsce na 200 i 15. miejsce na 400 m stylem zmiennym oraz 5. miejsce w sztafecie 4 x 200 m stylem dowolnym) oraz Pekinu (18. miejsce na 200 i 7. miejsce na 400 m stylem zmiennym oraz 5. miejsce w sztafecie 4 x 200 m stylem dowolnym).
Były rekordzista świata na 400 m stylem zmiennym na basenie 25 m.